# Bò vàng phương Nam
Bò vàng phương Nam hay còn gọi là bò vàng là một giống bò u da lông vàng được tìm thấy ở Nam Trung Quốc, Việt Nam và Đài Loan cũng như ở Philippines. Chúng là hậu duệ của giống bò lai giữa Bos taurus và Bos indicus. Chúng có tên gọi bò Vàng vì phần lớn chúng có sắc lông màu vàng. Đây là giống bò gốc làm nền để phái sinh ra nhiều giống bò khác ở Trung Quốc, Việt Nam (bò vàng Việt Nam), Philippines.
Nhìn chung, giống bò vàng phương Nam có tầm vóc nhỏ, chúng là giống bò có khả năng thích nghi cao, chống chịu được bệnh tật và thường được dùng để phục vụ cho việc lấy sức kéo, chuyên chở là chính, hiện nay một số giống phái sinh còn được lai tạo để cho ra con lai với bò Sindhi đỏ nhằm mục đích hướng thịt chẳng hạn như ở Việt Nam (phong trào Sind hóa đàn bò, Nâu hóa đàn bò).

## Đặc điểm
Giống bò Vàng có chung màu lông vàng, song cũng biểu thị sự đa dạng về ngoại hình như màu sắc lông, tầm vóc cơ thể và được nuôi ở hầu hết các địa phương. Đặc điểm chung nhất của giống là sắc lông màu vàng, da mỏng, lông mịn, tầm vóc nhỏ bé. Bò Vàng có ưu điểm nổi bật là chịu đựng kham khổ tốt, có khả năng chống bệnh tật cao, thích nghi với nhiều vùng khí hậu. 

### Ngoại hình

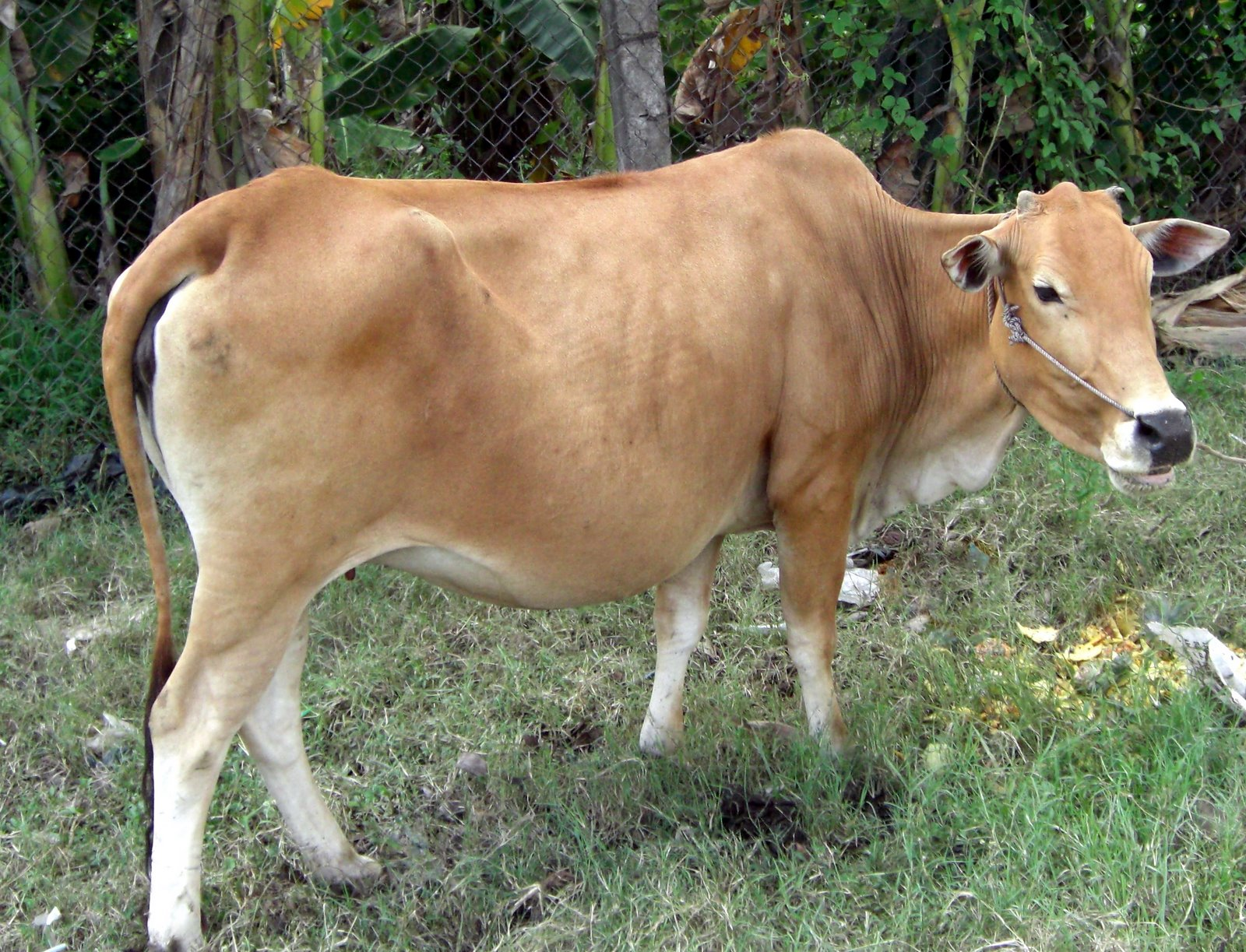
Tổng thể một con bò Vàng ở Việt Nam

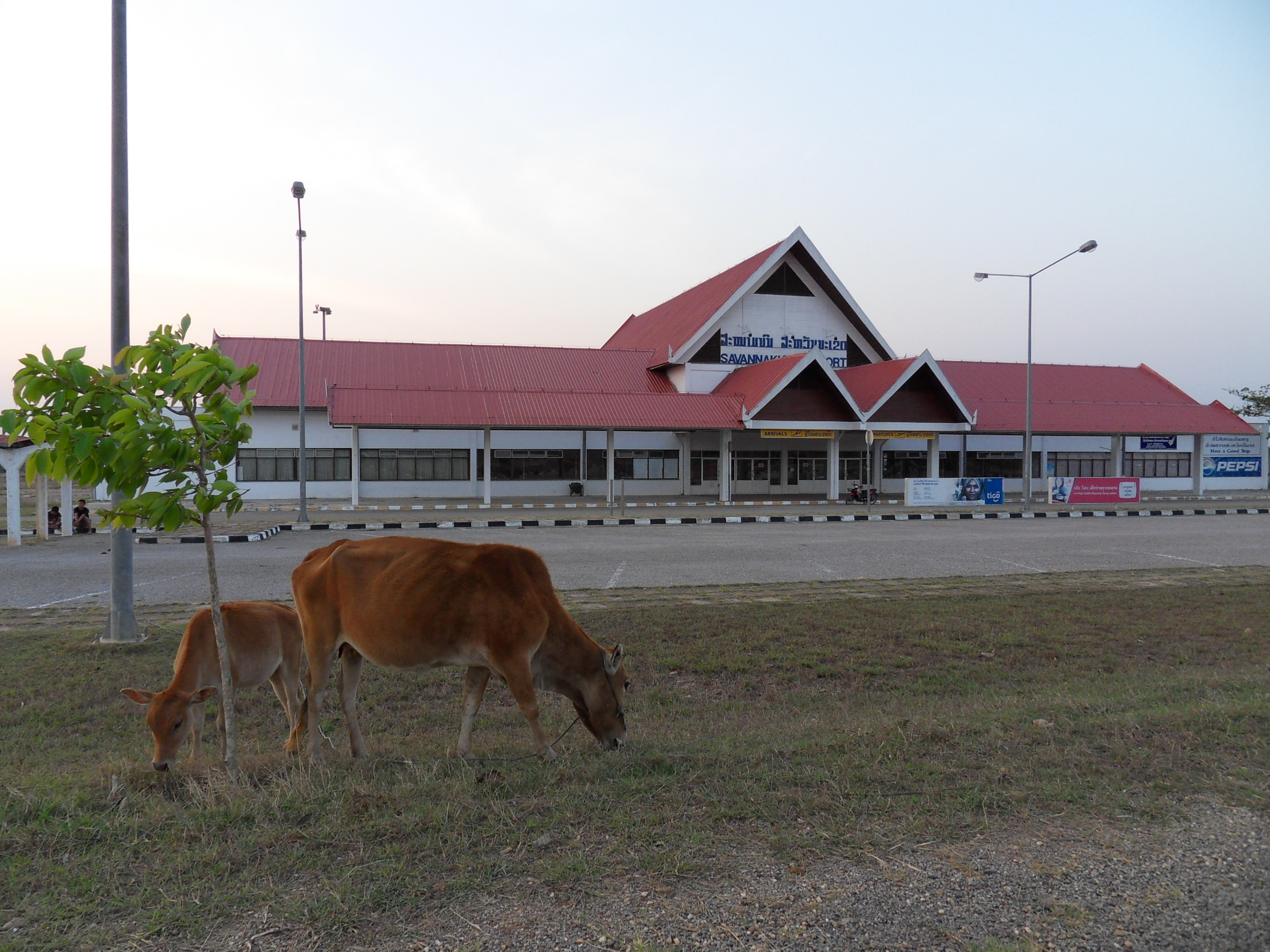
Một đàn bò vàng tại Lào

Bò vàng phương Nam đa số có sắc lông màu vàng ở vùng bụng, yếm, bên trong đùi màu vàng nhạt, da mỏng, lông mịn, ngoại hình bò Vàng cân xứng, bò có tầm vóc nhỏ bé. Khối lượng sơ sinh 14–15 kg, lúc trưởng thành con cái nặng 160–200 kg, con đực nặng 250– 300 kg. Khối lượng trung bình của giống bò Vàng từ 2 đến 5 tuổi là 199,06 kg, biến động từ cao nhất 356 kg đến thấp nhất 105 kg. Kết cấu thân hình cân đối, thường con cái trước thấp hậu cao, con đực tiền cao hậu thấp.
Đầu con cái thanh, sừng ngắn, nhỏ, con đực thô, sừng dài chĩa về phía trước, trán phẳng hoặc hơi lõm, trong lúc đó, ở con đực mõm ngắn, con cái tương đối dài, mạch máu và gân mặt nổi rõ, mắt to nhanh nhẹn, mắt tinh lanh lợi. Cổ bò cái thanh, cổ bò đực to, dày, lông thường đen. Yếm kéo dài từ hầu đến vú, cổ có nhiều nếp nhăn nhỏ, Yếm kéo dài từ hầu đến xương ức. Da có nhiều nếp nhăn. U vai con đực cao, con cái không có. Lưng và hông thẳng, hơi rộng. Bắp thịt nở nang. Mông hơi xuôi, hẹp và ngắn. Ngực phát triển tốt, sâu nhưng hơi lép. Bụng to, tròn nhưng không sệ. Bốn chân thanh, cứng cáp; 2 chân trước thẳng, 2 chân sau đi thường chạm kheo.
Riêng đối với Bò Vàng Việt Nam thì rất đa dạng về ngoại hình, thể hiện rõ nhất là khối lượng. Khối lương trung bình của giống bò Vàng Việt Nam từ 2 đến 5 tuổi là 199,06 kg, biến động từ cao nhất 356 kg đến thấp nhất 105 kg. Khối lương giữa các địa phương khác nhau như bò nuôi ở Nghệ An lớn nhất (221,70 kg); tiếp theo là bò nuôi ở Phú Yên (211,78 kg); Lạng Sơn (209,26 kg); Bà Rịa-Vũng Tàu (191,98 kg) và nhỏ nhất là bò nuôi ở Thanh Hoá (189,80 kg). Sự sai khác giữa các giá trị trung bình về Khối lương của giống Vàng Việt Nam nuôi ở các tỉnh là rõ rệt.
Khối lương trung bình của bò đực là 220,80 kg, trong lúc đó bò cái chỉ là 189,10 kg và sự sai khác đó giữa 2 giới tính là rõ rệt. Cũng như khối lượng, kích thước một số chiều đo của bò cũng biến đổi qua các tháng tuổi. Ở tháng đầu, năm đầu, các chiều đo phát triển mạnh, mạnh nhất là chiều dài rồi đến chiều cao vây. Từ 24 tháng tuổi trở đi, các chiều dài phát triển chậm và ổn định vào lúc 60 tháng tuổi. Tuỳ theo điều kiện chăn nuôi, tập quán và trình độ chăn nuôi mà khối lượng, kích thước các chiều đo của bò có thay đổi ít nhiều.

### Thể chất

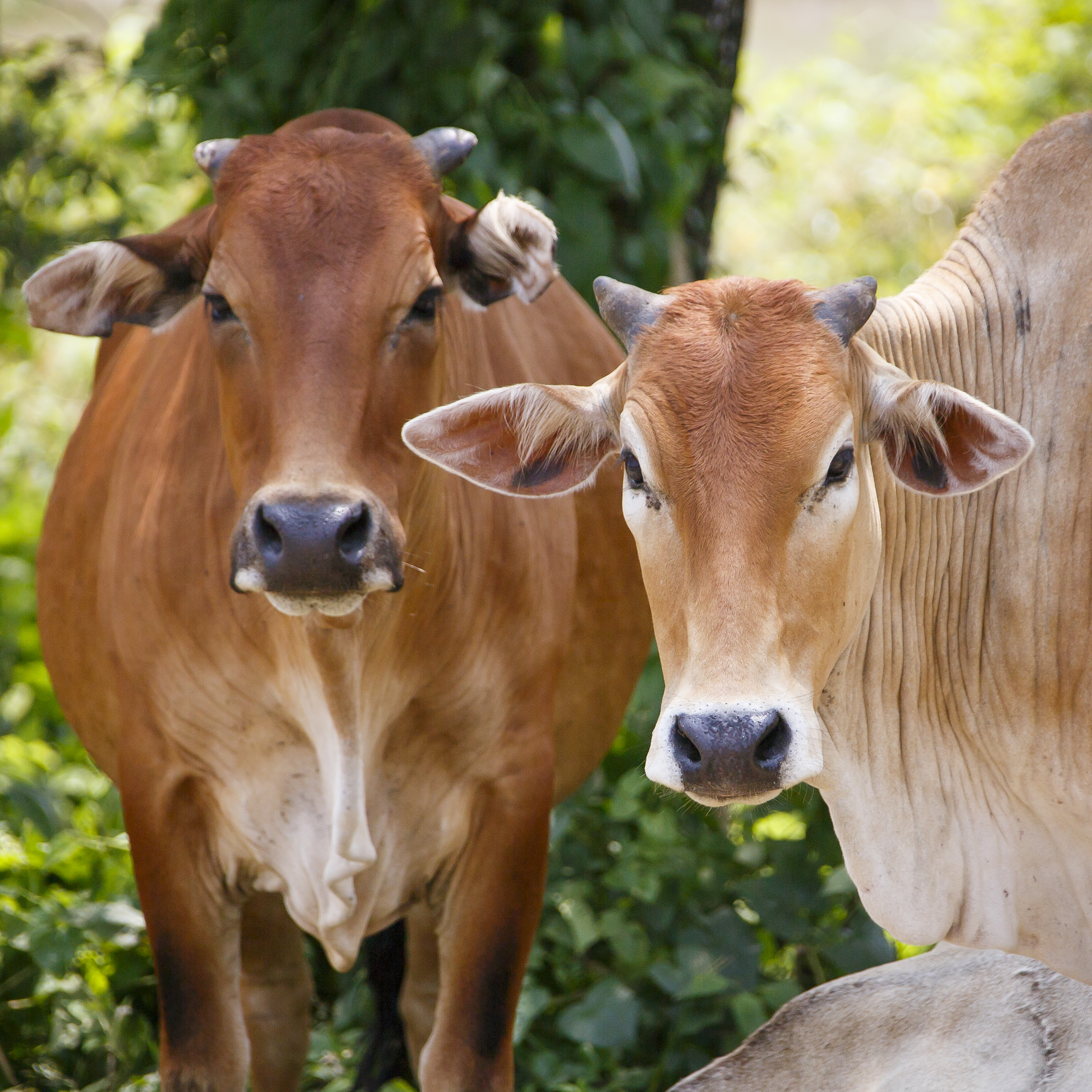
Bò vàng tại Mã Lai

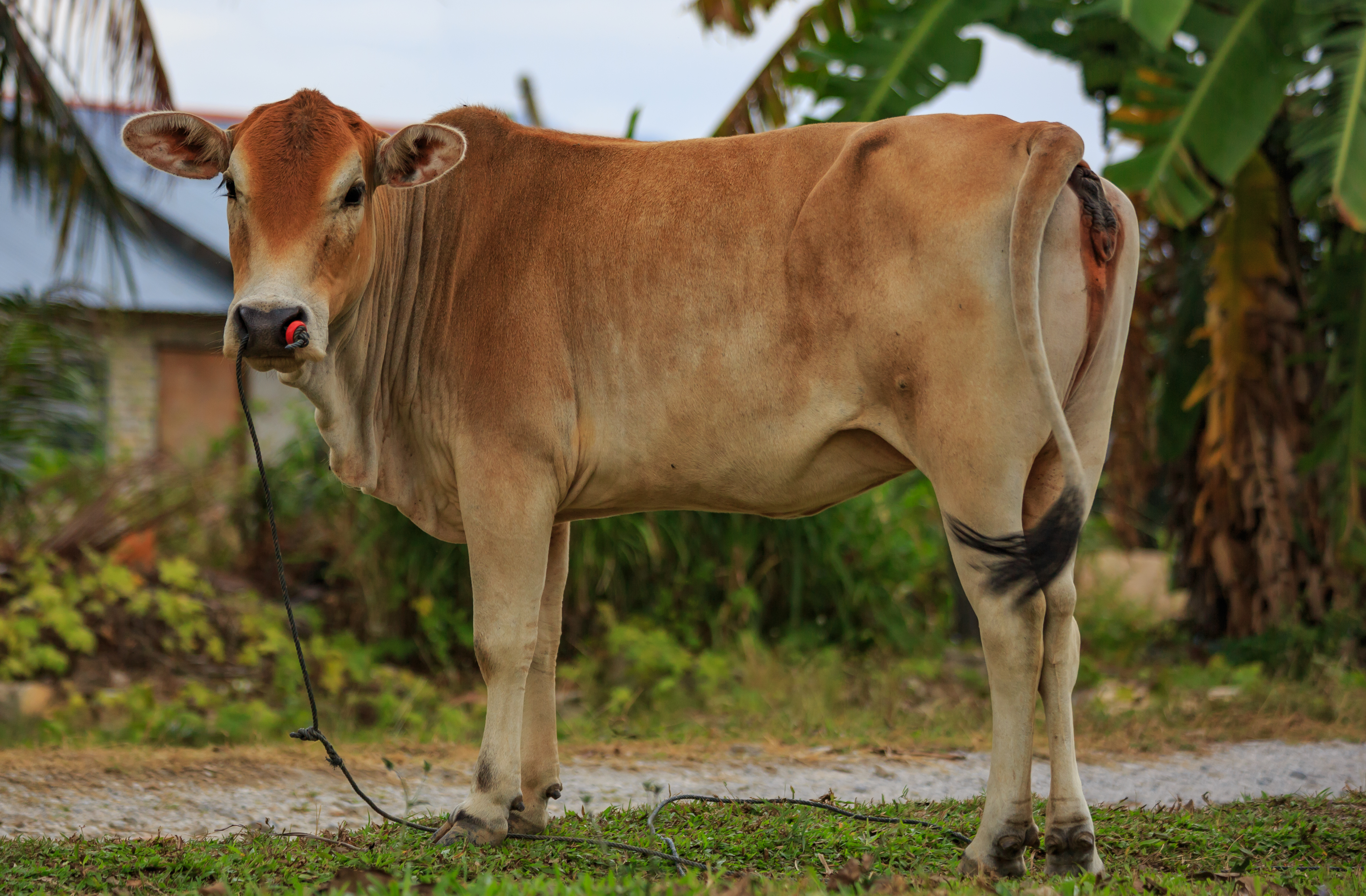
Bò vàng tại Mã Lai

Giống bò Vàng có một số ưu điểm nổi bật chịu đựng tốt với điều kiện nhiệt đới nóng ẩm, chịu đựng kham khổ tốt, thích nghi với nhiều vùng khí hậu, thích nghi được với phương thức chăn nuôi tận dụng, đầu tư ít; bò thành thục sớm, mắn đẻ, bò có nhược điểm lớn nhất là là tầm vóc nhỏ, không đáp ứng với yêu cầu chăn nuôi thâm canh và hiệu quả kinh tế thấp vì sinh trưởng chậm, năng suất thịt và sữa rất thấp, tỷ lệ thịt xẻ thấp.
Sức kéo trung bình của con cái 380-400 N, con đực 440-490N. Sức kéo tối đa của con cái 1000- 1500N, con đực 1200-1800N. Bò Vàng có khả năng làm việc dẻo dai ở những chân đất nhẹ, có tốc độ đi khá nhanh. Bò vàng được sử dụng chủ yếu cho cày kéo. Khả năng cày kéo của bò tốt, bò dai sức và có thể làm việc được ở nhiều địa hình, chất đất khác nhau. Bò còn là nguồn lực kéo xe được sử dụng ở hầu hết các vùng nông thôn. Giống bò Vàng được sử dụng chủ yếu cho cày kéo, sử dụng làm nguồn lực kéo xe ở các vùng nông thôn.
Do tầm vóc bé nên khả năng cho thịt của bò vàng không cao. Tỷ lệ thịt xẻ thường 38-42%, tỷ lệ thịt tinh 30-33%. ở đực cà và đực thiến, tỷ lệ thịt xẻ có thể đại 53-55%; thịt tinh có thể 38-40%. Năng suất thịt không cao, tỉ lệ thịt xẻ 40-44%. Tuổi phối giống lần đầu vào khoảng 20-24 tháng. Tỉ lệ đẻ hàng năm khoảng 50-80%. Khả năng cho sữa thấp, khoảng 2 kg/ngày trong thời gian 4-5 tháng (chỉ đủ cho con bú). Tuy có bầu vú đẹp, cân đối nhưng khả năng cho sữa của bò vàng không cao khoảng 400–500 kg/chu kỳ 5-6 tháng đủ cho bê bú. Sữa bò vàng thơm, ngon, có tỷ lệ mỡ sữa cao, tỷ lệ mỡ sữa rất cao thường 5% (5-5,5%).

### Hệ tiêu hóa
Dạ dày bò có cấu tạo phức tạp bao gồm 4 túi dạ cỏ, dạ tổ ong, dạ lá sách và dạ múi khế. Dạ cỏ to nhất, chiếm 2/3 dung tích của dạ dày, là túi đặc biệt nhất, tại đây hàng loạt phản ứng sinh hoá học được tiến hành liên tục để phân giải tiêu hoá và hấp thu thức ăn. Từ thượng vị dạ dày có rãnh thực quản hình lòng máng chạy qua dạ cỏ, dạ tổ ong và dạ lá sách. Dạ tổ ong là dạ tiếp theo dạ cỏ được nối với dạ cỏ bằng một miệng lớn, dạ tổ ong gồm nhiều ngăn nhỏ như tổ ong làm tăng bề mặt tiếp xúc với thức ăn và giữ vật lạ lại. Dạ lá sách gồm nhiều lá to nhỏ khác nhau như những trang sách để dễ ép thức ăn nửa lỏng xuống dạ múi khế.
Dạ múi khế có nhiều nếp gấp ở mặt trong để tăng thêm diện tích hấp thụ và có tuyến tiêu hoá như dạ dày đơn của lợn. Hệ vi sinh vật trong dạ cỏ bò bao gồm bacteria, protozoa và nấm. Số lượng bacteria 109- 1010 trong 1 rnl chất chứa, có trên 60 loài đã được xác định số lượng bacteria. Số lượng bacteria của từng loài phụ thuộc rất lớn vào khẩu phần ăn của bò. Protozoa có số lượng ít hơn nhiều so với số lượng bacteria, chúng chỉ có 106 trong 1 ml chất chứa, nhưng vì có kích thước lớn hơn nên tổng sinh khối tương tự như bacteria.

## Sinh sản
Ngoài những ưu điểm về chịu đựng kham khổ và khả năng chống đỡ bệnh tật cao, bò vàng còn có ưu điểm lớn về sinh sản là thành thục sớm, mắn đẻ. Bò vàng có khả năng sinh sản tốt, 18-24 tháng tuổi bò đã động dục và có khả năng phối giống, 30-34 tháng tuổi đẻ lứa đầu, nhịp đẻ năm một (1 năm 1 lứa) và 3 năm 2 lứa là phổ biến. Khả năng sinh sản tốt là đặc điểm có ích lớn nhất của bò vàng. 

### Bò đực
Bò đực thành thục về tính sớm, 10-12 tháng tuổi đã có phản xạ nhảy và theo bò cái động dục, 15-18 tháng tuổi đã có thể phối giống, tuy nhiên khả năng phối giống tốt nhất là từ 2-5 tuổi. Bò đực thể hiện tính hăng rất rõ và mạnh, có động tác phóng tinh mạnh và nhanh. Một con bò đực có thể phối giống trực tiếp cho khoảng 50 bò cái/ năm.
Thông thường tần số phối giống 2-3lần/ tuần tuỳ theo trạng thái sức khoẻ và mức độ dinh dưỡng cũng như phụ thuộc vào mùa phối giống, nhưng thích hợp nhất là 2 lần/tuần. Do hạn chế về tầm vóc nên bò đực vàng ít được chú ý khai thác tinh làm thụ tinh nhân tạo mà chủ yếu dùng cày kéo và nuôi thịt. Với xu hướng cải tạo đàn bò đực địa phương theo hướng nâng cao tầm vóc và khả năng sản xuất kiêm dụng.

### Bò cái
Bò cái 15- 18 tháng tuổi đã động dục, cá biệt có con động dục lúc 1 năm tuổi. Thường là 30 - 36 tháng tuổi bò cái đẻ lứa đầu, có con đẻ lúc 2 năm tuổi. Khối lượng lúc động dục lần đầu đạt trung bình 140– 150 kg và lúc đẻ lứa đầu khoảng 170– 180 kg. Chu kỳ động dục trung bình 21 ngày (biến động 17-24 ngày). Tổng số thời gian động dục (kể từ lúc bắt đầu đến lúc kết thúc) trung bình là 30 giờ (biến động 18-36 giờ)
Thời gian chịu đực (là thời gian bò cái đứng im cho bò đực nhảy phối giống tự nhiên) trung bình là 15 giờ (biến động 12- 18 giờ). Bò cái rụng trứng 12-14 giờ sau khi kết thúc chịu đực. Thời gian mang thai của bò vàng trung bình 280-282 ngày (biến động 250-310 ngày). Thời gian động dục lại sau khi đẻ trung bình 90-120 ngày (biến động 30-180 ngày). Vì vậy khoảng cách hai lứa đẻ trung bình 420-450 ngày (biến động 400-540 ngày).

## Sinh trưởng
Quá trình sinh trưởng phát triển của đàn bò vàng ở các địa phương là gần giống nhau. Bê ở 3 tháng đầu tăng trọng nhanh, tháng thứ nhất đạt 390; 433 g/ngày, hai tháng tiếp theo khả năng tăng trọng giảm, tháng thứ ba chỉ đạt 321 và 338g/ngày. Từ tháng thứ 3 đến tháng thứ 6 sự tăng trọng của bê đã giảm, điều này phù hợp với thực tế vì lượng sữa mẹ ngày càng giảm, trong lúc nguồn đinh dưỡng dựa hẳn vào tự nhiên, bê con lại đang chuyển dần từ chế độ tiêu hoá dạng men sang tiêu hoá dạng vi sinh vật dạ cỏ. Sau 6 tháng tuổi khối lượng của bê lại tăng dần và đến 60 tháng tuổi khối lượng bò tăng không đáng kể và ồn định. Khối lượng tuyệt đối lúc này của bò đực là 237 - 3,14 kg, bò cái 196,39 - 1,62 kg.

## Các nhóm
Giống bò Vàng phương Nam được phân hóa và chọn giống ở nhiều quốc gia khác nhau cho ra những giống đa dạng khác nhau mặc dù chia sẻ chung những tính trạng và thể trạng khá tương đồng

### Trung Quốc

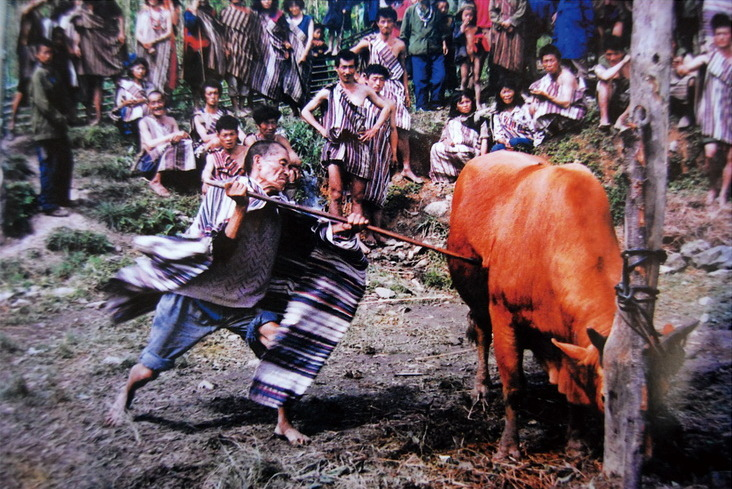
Người Độc Long đang đâm bò vàng ở Trung Quốc

Giống bò này còn gọi là bò vàng không u Trung Quốc nhưng Trung Quốc cho rằng bò vàng phương Nam không chỉ là kết quả lai giống giữa hai nhóm bò này mà còn có máu của bò bản địa Trung Quốc và họ chỉ gọi nó là bò vàng (hoàng ngưu), đây là một trong ba giống bò chính của Trung Quốc với hai giống bò Trung tâm và giống bò phương Nam. Giống bò vàng không u Trung Quốc là giống nền để lai tạo ra giống bò vàng Việt Nam, và giống ở Phúc Kiến làm nền để lai tạo ra giống bò vàng của Philippines. Ở vùng Quảng Đông, món ngẩu pín là một đặc sản.

### Philippines

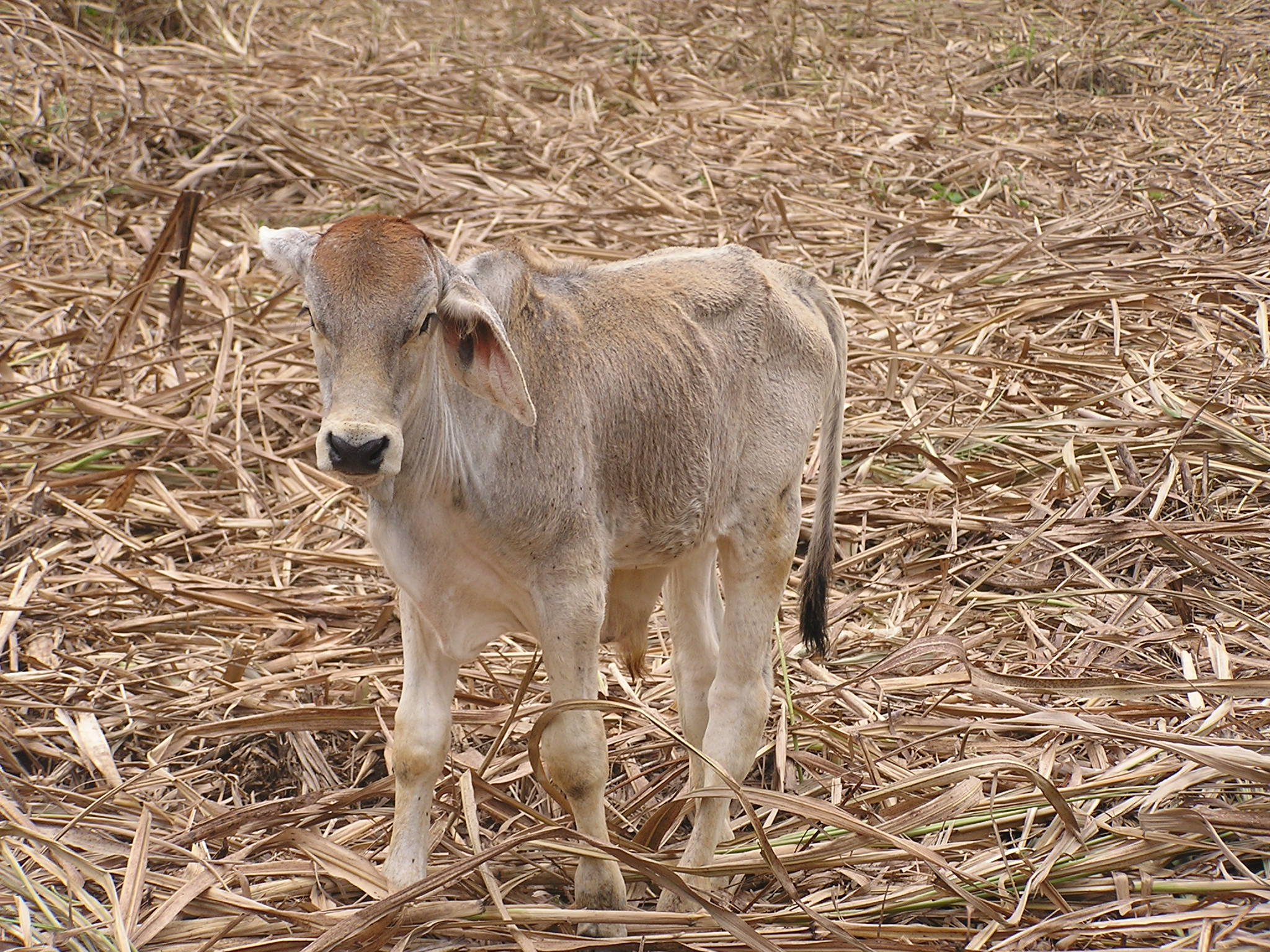
Một con bê vàng ở Philippines

Ở Philippines thì bò vàng cũng được gọi là giống bò bản địa của quốc gia này do việc lai tạo giữa giống bò vàng phương Nam du nhập vào đây từ Phúc Kiến với những đặc điểm tương đồng Ở Philippine giống bò này được bản địa hóa trong thời kỳ thực dân Tây Ban Nha cai trị.
Với sự lai tạp, giống bò này trở nên đa dạng trong màu sắc, từ màu trắng cho đến màu cam, màu nâu đậm, nhiều giống có tầm vóc to hơn nhưng cũng có những giống có tầm vóc bé đi, trong đó những con cái nặng từ 280 và 300 kilôgam (620 và 660 lb).. Bốn dòng của giống này được công nhận ở Philippine là
- Ilocano ở Nam Luzon
- Batangas ở tây bắc Luzon
- Iloilo ở Panay
- Batanes ở trên Đảo Batanes giữa Luzon và Đài Loan,

### ỞViệt Nam

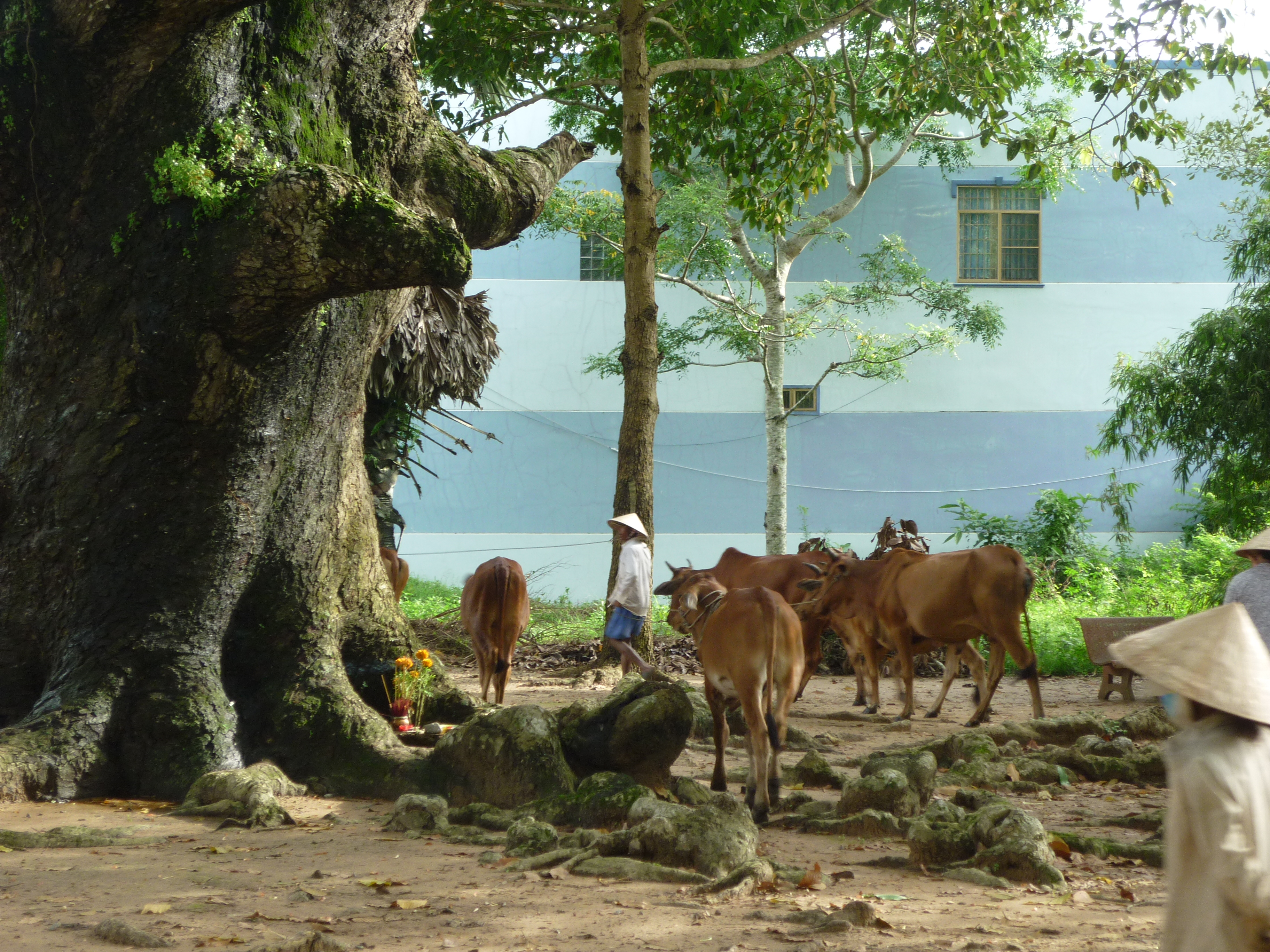
Một đàn bò vàng ở làng quê Việt

Bò địa phương (bò vàng) có nguồn gốc từ bò Ấn Độ (Bos Indicus) và bò vàng Trung Quốc không có u, do quá trình buôn bán, trao đổi mà du nhập vào Việt Nam. có nguồn gốc từ nhiều giống bò của các nước lân cận như Lào, Campuchia, Mianma, Ấn Độ và Trung Quốc nhưng chủ yếu được hình thành từ hai giống bò Trung Quốc và Ấn Độ. Qua nhiều đời tạp giao giữa các giống bò trên đã hình thành nên giống bò vàng Việt Nam.
Giống bò vàng phương Nam này được phân lập và cải tạo thành nhiều giống bò khác nhau phân bố rãi rác khắp đất nước từ Bắc tới Nam và gọi chung là Bò vàng Việt Nam (hay bò nội, bò ta, bò cỏ) với các giống bò như bò địa phương (bò Thanh Hóa, bò Nghệ An), bò H'Mông (bò Mèo), bò Phú Yên (bò Cóc), bò Bảy Núi (bò cu, bò phèn). Bò nội thường có sắc lông màu vàng, vàng nhạt hoặc vàng cánh dán và không có thiên hướng sản xuất rõ rệt.
Những giống bò vàng này nhìn chung thành thục sớm, mắn đẻ, khả năng thích nghi cao, chịu đựng kham khổ tốt, ít bệnh tật. Giống bò vàng Việt Nam nặng tầm 250 ki lô gam, sản lượng thịt bò vàng Việt Nam đạt khoảng 45-50% tỷ lệ thịt. Ngoại hình xấu, vóc người thấp ngắn, mình lép, mông lép, ngực lép, trán lõm. Tầm vóc nhỏ bé, không thể dùng làm nền để lai tạo với các giống bò chuyên thịt (bò lai Sind) hoặc sữa. Khả năng sản xuất thấp về mọi mặt, giá trị kinh tế thấp.

#### Hà Giang

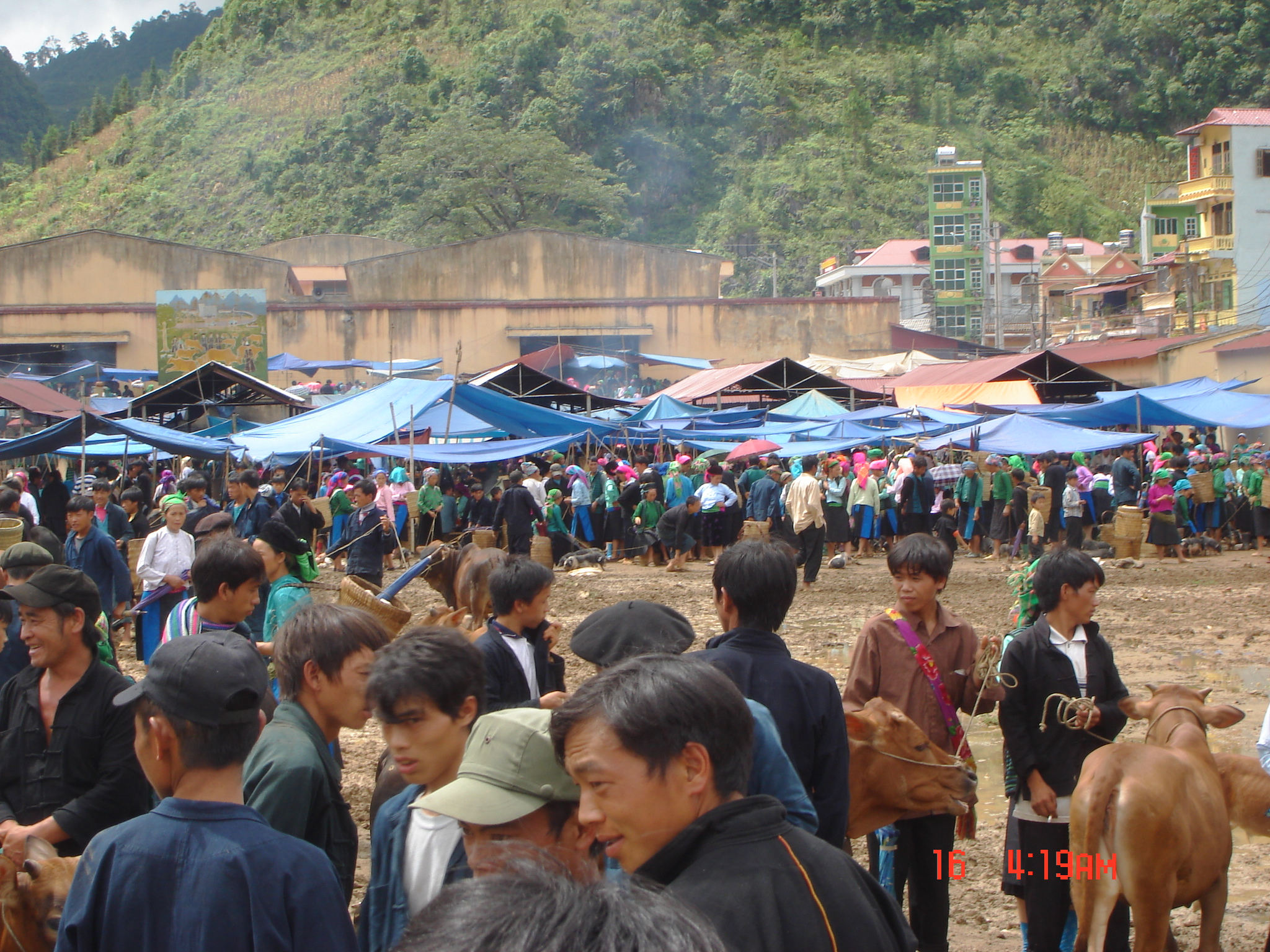
Bò H'Mông trong một phiên chợ ở Mèo Vạc

Vùng Hà Giang có phân bố của nhóm bò H'Mông. Bò H’Mông hay còn gọi là bò u Cao Bằng vì những con đực nhìn giống như bò tót, có thể nặng tới 700 kg. Chúng là một giống bò độc đáo có thân hình vạm vỡ, u vai nhô cao như bò tót, cơ bắp cuồn cuộn to hơn bất cứ giống bò nội địa nào của Việt Nam. Bò vùng cao đa số có màu lông vàng nhạt, một số ít màu cánh gián, hoặc đen nhánh.
Tai to, lưng võng, mông dài, chân cao, vai có u gồ lên, rất thuận tiện cho việc cầy kéo, sản xuất, bò có tầm vóc cao to bình quân nặng từ: 450 – 500 kg. Là giống bò có sức vóc sản xuất tốt, thịt ăn mềm ngon. Giống bò đực có thế lên tới 400–600 kg. Bò đực trưởng thành có khối lượng cơ thể đạt 400–450 kg, bò cái trưởng thành có khối lượng cơ thể đạt 250–280 kg, tỉ lệ thịt xẻ khá cao lên đến 52,12%, tỉ lệ thịt tinh (thịt lọc) đạt 40,33% so với bò vàng Việt Nam tỉ lệ này là 42% và 33%.
Bò H’Mông là đối tượng của những cuộc chọi bò, một nét văn hóa ở vùng Cao Bằng nhân dịp đầu xuân. Lễ hội chọi bò huyện Bảo Lâm được tổ chức hằng năm vào ngày 20 tháng Giêng âm lịch, nhằm phát triển, bảo tồn và quảng bá nét đẹp bản sắc văn hóa các dân tộc địa phương. Bò phải có vóc dáng to lớn, thể chất khỏe mạnh, béo tốt, màu sắc đặc trưng. Phải có bộ chân dài, bắp đùi to, da mịn, lông mỏng mượt, khoẻ mạnh, cặp sừng cân đối, yếm ngực sâu, sườn nở, mông vai rộng, dáng đẹp kèm theo cả tiêu chí sinh đẻ đều đặn đúng quy chuẩn, các con sinh ra phải đều khoẻ, đẹp. Những chú bò chọi sau khi kết thúc lễ hội sẽ được chủ nhân giữ lại để chăm sóc, dùng làm sức kéo cày bừa, huấn luyện để mùa lễ hội năm sau trổ tài chứ không bị mổ bán như tại các lễ hội chọi trâu ở các tỉnh khác. Nhờ đó mà đồng bào giữ được giống bò tốt, lai tạo ra nhiều con giống có chất lượng, phát triển đàn bò ngày càng nhiều hơn

#### Lạng Sơn
Bò Vàng Lạng Sơn làm nhóm bò phân bố ở vùng Lạng Sơn, giáp Trung Quốc, khối lượng của giống bò Vàng Việt Nam nuôi tại Lạng Sơn từ 2 đến 5 năm tuổi là 209,26 kg, cao nhất là 235 kg (bò đực) đến thấp nhất là 183,60 kg (bò cái). Đối với từng giới tính, khối lượng bò cái là 183,60 kg và bò đực là 235,00 kg, có khi con cái có khối lượng 180–230 kg và con đực 300–350 kg. Bò Vàng Lạng Sơn có tầm vóc trung bình, kết cấu vững chắc, chiều cao vai đạt 100–104 cm; cao khum là 111–113 cm. 

#### Thanh Hóa

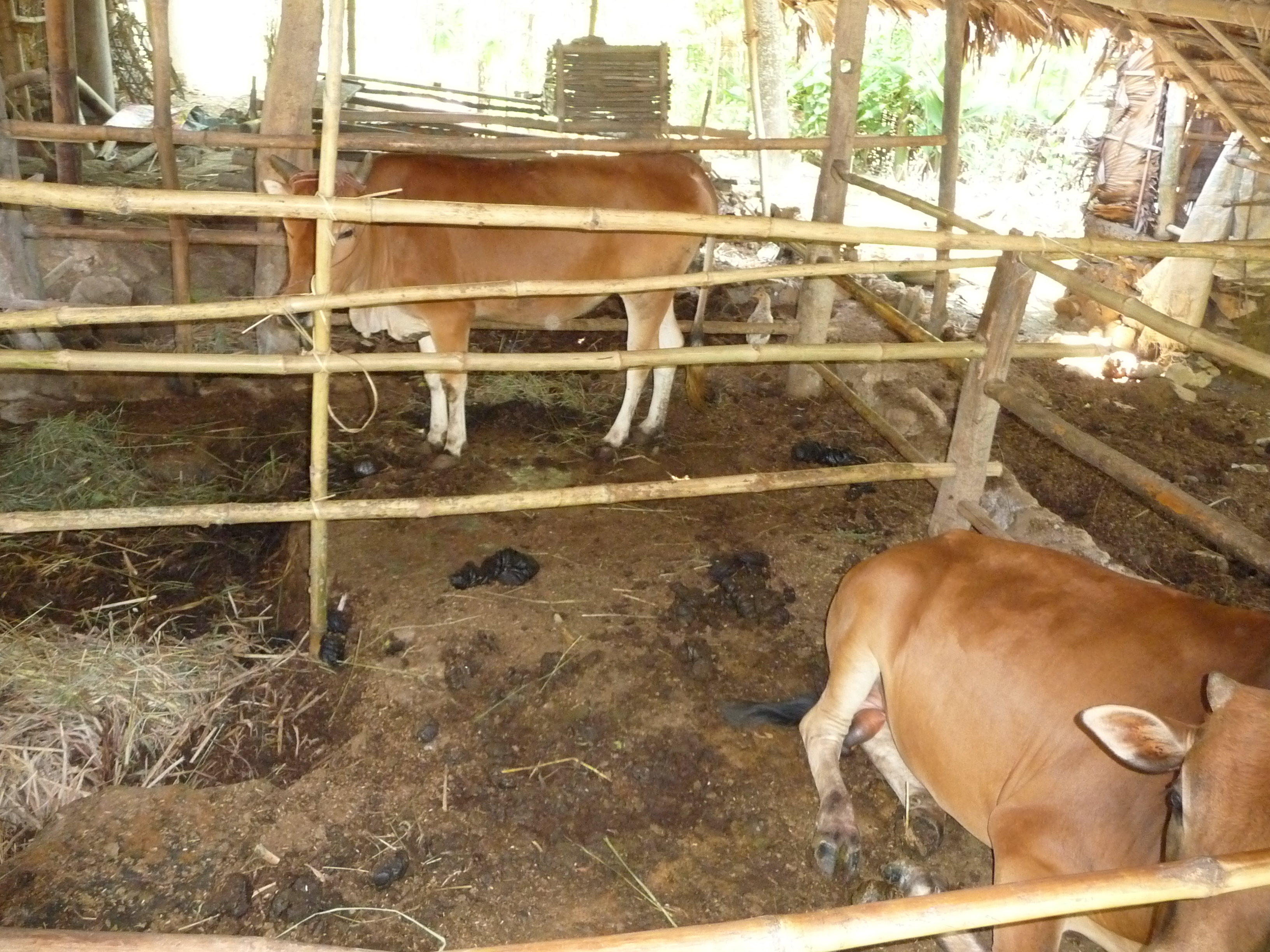
Một đàn bò vàng ở Can Lộc, Thanh Hóa

Bò vàng Thanh Hóa là giống bò lâu đời của địa phương, thuộc một trong những giống bò quý của Việt Nam và đã được đưa vào danh mục nguồn gen vật nuôi quý hiếm cần được bảo tồn và phát triển. Giống bò vàng chủ yếu được nuôi tại các huyện miền núi, vùng sâu, vùng xa, với tầm vóc nhỏ hơn so với các giống bò ngoại. Khối lượng mỗi con bò trưởng thành chỉ đạt từ 160 kg/con đến 220 kg/con. Tuy nhiên, với nhiều ưu điểm, như: Dễ nuôi, thích nghi tốt với điều kiện khí hậu khắc nghiệt, khả năng kháng bệnh cao, mắn đẻ, chất lượng thịt thơm ngon, mềm nhưng bò vàng giống đực có tầm vóc nhỏ hơn dần bị tận diệt và có nguy cơ không còn nguồn gen thuần chủng.
Giống bò Vàng Thanh Hóa có tầm vóc nhỏ hơn so với các nhóm bò Vàng Việt Nam khác. Bò vàng Thanh Hóa có thân hình chữ nhật dài, đầu bò cái thanh hơn bò đực, sừng ngắn, trán phẳng hoặc hơi lõm, bò đực mõm ngắn hơn bò cái, mạch máu nổi rõ trên mặt, mắt to nhanh nhẹn. Cổ bò cái thanh và nhỏ hơn bò đực. Yếm của bò kéo dài từ hầu đến ức, da cổ, yếm có nhiều nếp nhăn nhỏ. Bò đực có u, tuy không to, song bò cái không có u; lưng hông thẳng, hơi rộng, bắp thịt nở nang; mông hơi xuôi, ngắn và lép.
Ngực tương đối sâu nhưng lép, bụng to tròn, không sệ; bốn chân cứng cáp, thanh tú, hai chân trước thẳng, hai chân sau ở một số con có chạm kheo. Khối lương trung bình từ 2 đến 5 năm tuổi là 189,80 kg, bò cái là 184,40 kg và đực là 195,10 kg, trong lúc đó, khối lượng trưởng thành ở bò cái là 180–200 kg và bò đực là 250–320 kg. Bò Thanh Hoá đẻ sớm, phối giống lần đầu vào lúc 22-24 tháng tuổi. Ưu điểm nổi bật của bò là chịu đựng tốt trong điều kiện dinh dưỡng thấp, chịu nóng tốt.

#### Nghệ An
Bò Nghệ An có tầm vóc lớn nhất trong số các nhóm bò Vàng Việt Nam, khối lượng đạt tới 200,00 kg (bò cái) và 243,30 kg (bò đực) từ 2 đến 5 tuổi. Hình dáng đặc trưng là tiền thấp hậu cao ở bò cái và ngược lại ở bò đực là tiền cao hậu thấp. Màu lông vàng sẫm là chính, chiếm 75%, còn lại có màu vàng nhạt hoặc màu vàng đen. Da mỏng lông mịn. Đầu bò đực thô và đầu bò cái thanh. Trán rộng phẳng, thỉnh thoảng có con hơi lõm đỉnh trán hơi dô lên, mắt lồi, mõm rộng; tai to đưa ngang. Sừng bò đực hình búp măng mập, chỏm màu đen, chân sừng màu tro; sừng bò cái nhỏ, dài và cong về phía trước. Cổ bò đực dày, tròn, bò cái thanh và dài, yếm to kéo dài từ hầu đến xương mỏ ác. Bò đực có u vai cao hơn bò cái.
Ở vùng này còn có giống Bò U đầu rìu, là giống bò có nguồn gốc ở Nghệ An, Hà Tĩnh, tập trung chủ yếu tại huyện Nam Đàn (tỉnh Nghệ An), huyện Kỳ Anh (tỉnh Hà Tĩnh) và một số địa phương lân cận. Bò có màu lông từ vàng đến nâu nhạt, cao khoảng 110–115 cm. Đặc điểm nổi bật là ở con đực có u vai màu hơi đen giống hình cái rìu nên gọi là “u đầu rìu”. Mặt thanh, sừng ngắn to ở bò đực, nhỏ ở bò cái; tai nhỏ, thẳng, yếm thẳng và gọn; lông thưa, ngắn và mịn; đuôi dài, chỏm đuôi có màu đen. Bê sơ sinh đạt trọng lượng 13–16 kg/con, đến tuổi trưởng thành con cái đạt 190–20 kg/con, con đực đạt 270–320 kg/con. Tuổi phối giống lần đầu ở bò cái là 15 – 18 tháng tuổi.

#### Phú Yên

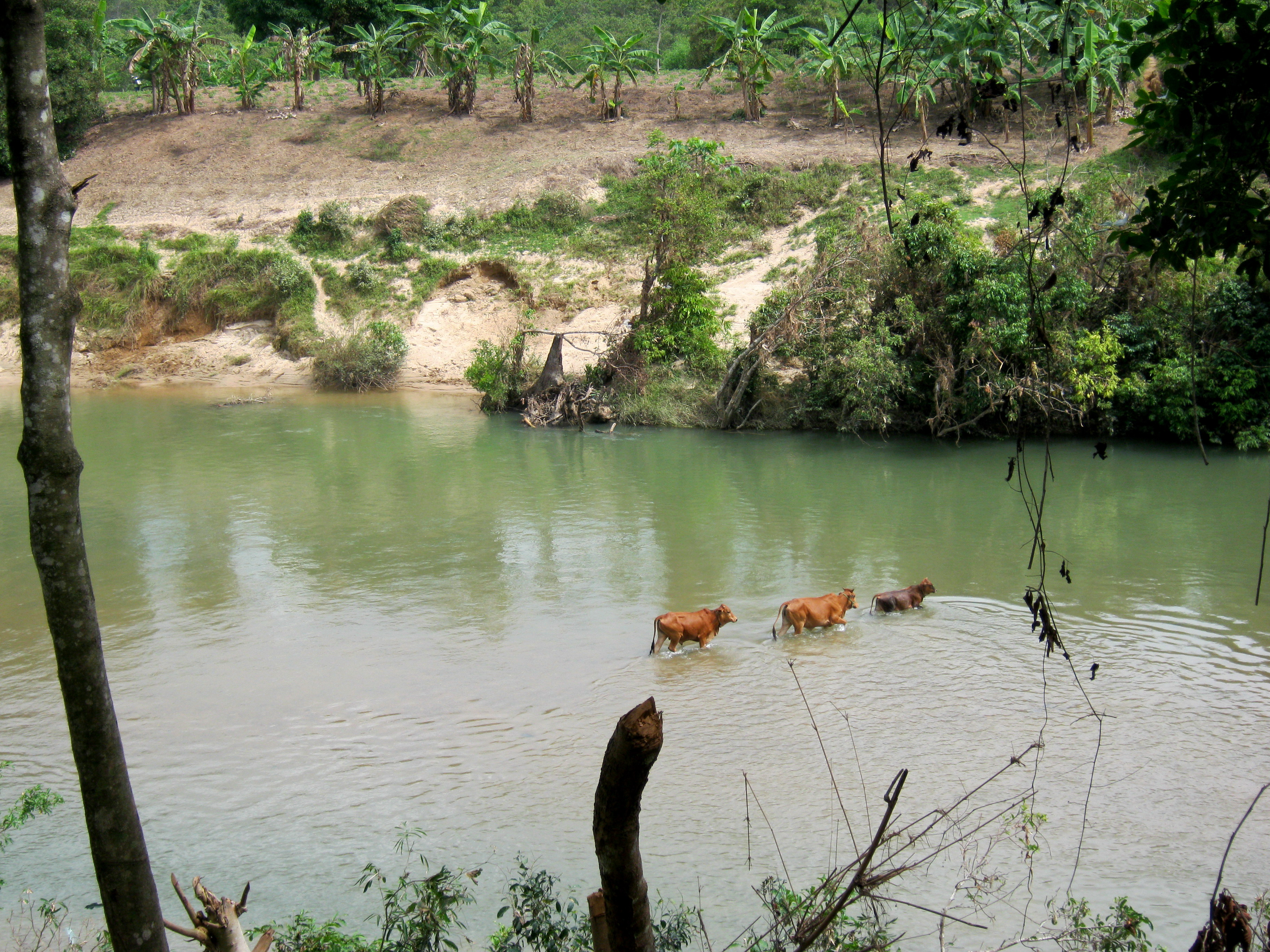
Một đàn bò vàng trên đường Đà Lạt - Nha Trang

Bò Vàng Phú Yên là đặc trưng cho giống bò Vàng Việt Nam của vùng Duyên hải miền Trung, được phân bố tại các tỉnh Duyên hải miền Trung từ Đà Nẵng, Quảng Nam đến Ninh Thuận, Bình Thuận. Giống bò Vàng Phú Yên có màu lông nâu-vàng toàn thân, song ở bò đực đậm màu hơn so với bò cái. Giống bò Vàng Việt Nam nuôi ở tỉnh Phú Yên là tốt nhất của Việt Nam. Bò Vàng Phú Yên thích nghi tốt trong nhiệt đới nóng và khô, phát triển được trong điều kiện thức ăn nghèo nàn của địa phương.
Bò phát triển cân đối, chắc chắn, đầu ngắn và nhỏ, dài thân và lưng rộng, ngực rộng và sâu. Bò có tầm vóc trung bình lớn, khối lượng cao hơn so với giống bò Vàng Việt Nam nuôi tại các địa phương Lạng Sơn, Bà Rịa-Vũng Tàu, Thanh Hoá, song nhỏ hơn bò Vàng Việt Nam nuôi tại Nghệ An. Khối lương bò Vàng Phú Yên từ 2 đến 5 năm tuổi của bò cái là 187,90 kg và bò đực là 235,70 kg có khi đạt 200–230 kg và 5 năm tuổi đạt 220–250 kg.
Hiện nay, tại Phú Yên hiện nay phát triển giống bò theo hướng bò lai (Sind hóa đàn bò), chỉ còn ở huyện Sông Hinh có đàn bò gần 30.500 con trong đó bò cóc còn chiếm trên 78% tổng đàn, hay Tuy An có đàn bò hơn 41.300 con nhưng chỉ có 28,2% bò lai. Dự kiến Phú Yên chú trọng nhân giống bò lai ở các huyện có lượng bò thương phẩm lớn nhưng bò nội chiếm tỉ lệ lớn, cải tạo đàn bò thịt theo hướng loại thải bò nội kém chất lượng. Cũng có ý kiến cho rằng cần chọn lọc nhân thuần đàn bò Phú Yên tiến tới xây dựng thương hiệu giống bò Phú Yên, xác định những đặc điểm cơ bản về nguồn gốc, ngoại hình, khả năng phát triển và sinh sản của giống bò Phú Yên để đăng ký chất lượng và quảng bá rộng rãi.

#### Vũng Tàu
Có nhóm Bò Vàng Bà Rịa-Vũng Tàu. Nhóm bò Vàng này có thể đại diện cho giống bò Vàng Việt Nam nuôi tại vùng Đông Nam Bộ. Chúng phân bố rộng ra tại các tỉnh miền Đông Nam Bộ như Đồng Nai, Bình Phước, Bình Dương, Tây Ninh. Bò Bà Rịa-Vũng Tàu có màu lông vàng, số ít có màu vàng sáng hoặc vàng cánh gián đậm. Tầm vóc to hơn các nhóm bò địa phương Thanh Hoá và Lạng Sơn, nhưng nhỏ hơn nhóm bò Vàng Nghệ An và Phú Yên. Khối lượng trung bình từ 2 đến 5 tuổi của bò cái đạt 189,20 kg và bò đực đạt 194,70 kg. Bò có yếm cổ ngắn.

#### An Giang

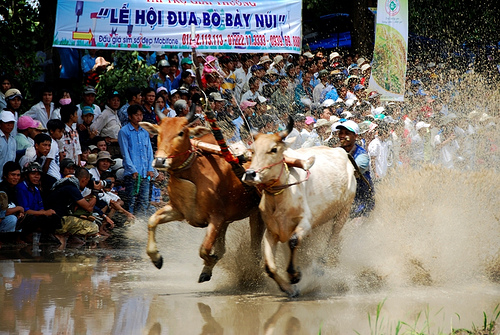
Bò vàng chính gốc Bảy Núi trong một cuộc đua bò

Là một giống bò nội địa của Việt Nam được nuôi ở vùng Bảy Núi thuộc Tri Tôn, An Giang. Chúng có lai tạo gần gũi với các giống bò trắng ở Campuchia. Bò đua bản địa chính gốc Bảy Núi có đặc điểm nhỏ con nhưng thân mình liền lạc, nhanh, mạnh và bền, có dáng thấp, dáng nhỏ, gọn. Vóc dáng bò phần ngực nở, phần bụng hơi thon về phía mông, đôi chân sau khỏe. Bốn chân bò cao, mỗi chân có đủ bốn móng bám đất tốt, chân sau của bò bước tới cách dấu chân trước hai tấc. Chúng có sự phân bổ cơ, xương rất đặc thù, cho phép bò có được sức rướn, sức bật nhanh mà đảm bảo được sức bền.
Bò có đôi mắt sáng, hai sừng cong đều hướng về phía trước. Trên mặt bò có xoáy thẳng, xoáy ót giữa hai sừng nằm trước dây xỏ mũi khi thắt lại. Trên lưng có xoáy ngay giữa, cách cái gu bò chừng một tấc là tốt. Những cái xoáy lông trên trán, trên thân và dưới cạnh tai là những đặc điểm này chỉ có ở loại bò cu lông vàng có nguồn gốc ở Bảy Núi. Bộ lông nhuyễn bám sát da ít thấm nước hay gặp mưa bò chịu lạnh giỏi. Bò bảy núi có sắc lông vàng chiếm ưu thế, chúng có sắc vàng, lem tự nhiên, trong đó những con lông, móng, sừng đều màu vàng gọi là bò Phèn.